# Oecotelma gracilipes
Oecotelma gracilipes là một loài tò vò trong họ Ichneumonidae.